# Ceraticelus vesperus
Ceraticelus vesperus är en spindelart som beskrevs av Chamberlin och Ivie 1939. Ceraticelus vesperus ingår i släktet Ceraticelus och familjen täckvävarspindlar. Inga underarter finns listade i Catalogue of Life.